# 47 Ursae Majoris
Chalawan eller 47 Ursae Majoris, som är stjärnans Flamsteed-beteckning, är en ensam stjärna belägen i den mellersta delen av stjärnbilden Stora björnen. Den har en skenbar magnitud på ca 5,03 och är svagt synlig för blotta ögat där ljusföroreningar ej förekommer. Baserat på parallaxmätning inom Hipparcosuppdraget på ca 71,1 mas, beräknas den befinna sig på ett avstånd på ca 46 ljusår (ca 14 parsek) från solen. Den rör sig bort från solen med en heliocentrisk radialhastighet av ca 11,5 km/s.

## Nomenklatur

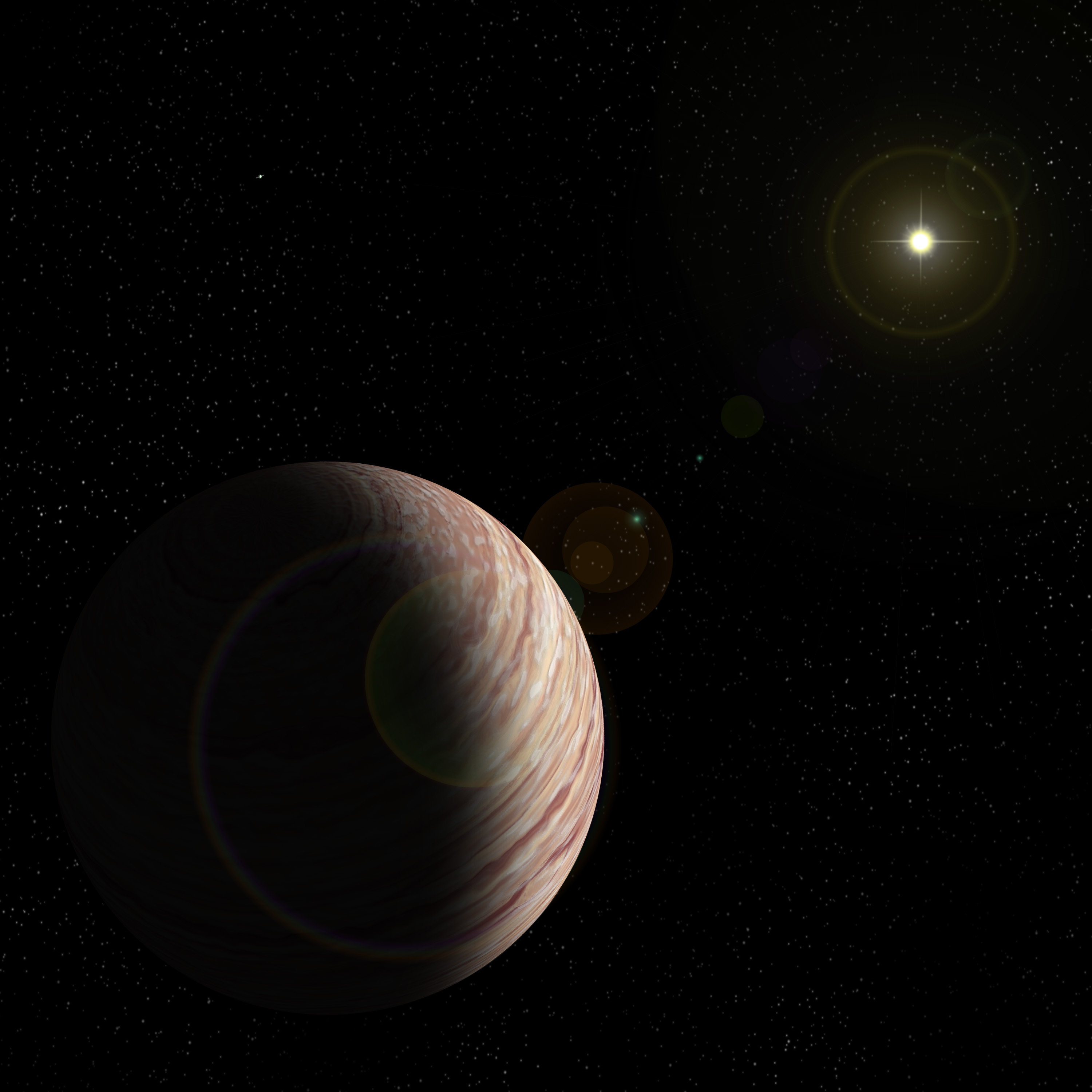
47 Ursae Majoris b, en av exoplaneterna som kretsar kring 47 Ursae Majoris.

År 2014 genomförde International Astronomical Union en process för att ge riktiga namn till vissa exoplaneter och deras värdstjärnor med offentlig nominering och omröstning för de nya namnen. År 2015 meddelade IAU att de vinnande namnen var Chalawan för stjärnan och Taphao Thong och Taphao Kaew för två av planeterna (b respektive c). De vinnande namnen som föreslogs av Thai Astronomical Society, Thailand, är en mytologisk krokodilkung från den thailändska folksagan Krai Thong och Taphaothong och Taphaokaeo är två systrar förknippade med berättelsen. ("Chalawan" är också namnet på ett utrotat släkte av krokodylian, som innehåller en enda art, Chalawan thailandicus.)
År 2016 organiserade IAU en arbetsgrupp för stjärnnamn (WGSN) med uppgift att katalogisera och standardisera egennamn för stjärnor. I dess första bulletin från juli 2016 angav WGSN namnen på exoplaneter och deras värdstjärnor som fastställts av verkställande kommitténs arbetsgrupp Public Naming of Planets and Planetary Satellites, inklusive namnen på stjärnor antagna under NameExoWorlds-kampanjen 2015. 47 Ursae Majoris är nu inskriven i IAU-katalogen över stjärnnamn med namnet Chalawan.

## Egenskaper
Primärstjärnan 47 Ursae Majoris är en gul till vit stjärna i huvudserien av spektralklass G1 V Fe-0.5 och en solliknande stjärna. Den har en massa som är ca 1,1 solmassor, en radie som är ca 1,2 solradier och utsänder ca 1,8 gånger mera energi än solen från dess fotosfär vid en effektiv temperatur på ca 5 900 K.

## Planetsystem

Banor runt planeterna i 47 Ursae Majoris-systemet. Banan på 47 Ursae Majoris d är för närvarande ganska osäker; både den och 47 Ursae Majoris c kan vara cirkulär.

Astronomer har upptäckt tre exoplaneter vid stjärnan, 47 Ursae Majoris b (1996), 47 Ursae Majoris c (2002), och 47 Ursae Majoris d (2010).
| Planet           | Massa            | Halv storaxel (AE) | Siderisk omloppstid (d) | Excentricitet | Inklination | Radie |
| ---------------- | ---------------- | ------------------ | ----------------------- | ------------- | ----------- | ----- |
| b (Taphao Thong) | ≥2,53 ± 0,06 MJ  | 2,10 ± 0,02        | 1 078 ± 2               | 0,032 ± 0,014 | -           | -     |
| c (Taphao Kaew)  | ≥0,540 ± 0,07 MJ | 3,6 ± 0,1          | 2 391 ± 85              | 0,098 ± 0,07  | -           | -     |
| d                | ≥1,64 ± 0,4 MJ   | 11,6 ± 2,5         | 14 002 ± 4 550          | 0,16 ± 0,13   | -           | -     |

På grund av sitt planetsystem listades 47 Ursae Majoris som en av de 100 bästa målstjärnorna för NASA:s tidigare Terrestrial Planet Finder-uppdrag.